# Râul Valea Runcului, Valea Mare
Râul Valea Runcului este un curs de apă, unul din cele două brațe care formează râul Valea Mare. 